# 畏威空腔介
畏威空腔介（学名：Ambostracon weiwei）为粗面介科空腔介屬下的一个种。